# Segunda Categoría de Chimborazo 2015
El Campeonato Provincial de Segunda Categoría de Chimborazo 2015 fue un torneo de fútbol en Ecuador en el cual compitiron equipos de la Provincia de Chimborazo. El torneo fue organizado por la Asociación de Fútbol No Aficionado de Chimborazo (AFNACH) y avalado por la Federación Ecuatoriana de Fútbol. El torneo empezó el 6 de junio de 2015 y finalizó el 5 de julio de 2015. Participaron 4 clubes de fútbol y entregó 2 cupos al Zonal de Ascenso de la Segunda Categoría 2015 por el ascenso a la Serie B.

## Sistema de campeonato
El sistema determinado por la Asociación de Fútbol No Aficionado de Chimborazo fue el siguiente:
- Se jugó una etapa única con los 4 equipos establecidos, fue todos contra todos ida y vuelta (6 fechas), al final los equipos que terminaron en primer y segundo lugar clasificaron a los zonales  de Segunda Categoría 2015 como campeón y vicecampeón respectivamente.

## Equipos participantes
| Equipos participantes                  | Equipos participantes | Equipos participantes                  |
| -------------------------------------- | --------------------- | -------------------------------------- |
|                                        |                       |                                        |
| Equipo                                 | Ciudad                | Estadio                                |
| Club Deportivo Star Club               | Riobamba              | Estadio Salesiano Padre Pascual Bissón |
| Club Estudiantes de La Plata (Ecuador) | Pallatanga            | Estadio Municipal de Pallatanga        |
| Independiente San Pedro                | Alausí                | Estadio Municipal de Alausí            |
| Club Deportivo Los Ases                | Bucay                 | Estadio Ítalo Córdova                  |

## Equipos por Cantón
| Cantón     | N.º | Equipos                 |
| ---------- | --- | ----------------------- |
| Riobamba   | 1   | Star Club               |
| Cumandá    | 1   | Los Ases                |
| Alausí     | 1   | Independiente San Pedro |
| Pallatanga | 1   | Estudiantes de La Plata |

## Clasificación
|  |    | Equipo                  | PJ | PG | PE | PP | GF | GC | DG  | PTS |
|  | -- | ----------------------- | -- | -- | -- | -- | -- | -- | --- | --- |
|  | 1. | Star Club               | 5  | 5  | 0  | 0  | 19 | 2  | +17 | 15  |
|  | 2. | Independiente San Pedro | 5  | 3  | 0  | 2  | 11 | 11 | 0   | 9   |
|  | 3. | Estudiantes de La Plata | 5  | 0  | 2  | 3  | 5  | 10 | -5  | 2   |
|  | 4. | Los Ases                | 5  | 0  | 2  | 3  | 7  | 19 | -12 | 2   |

|  | Campeón y clasificado a los zonales de Segunda Categoría 2015.     |
|  | Vicecampeón y clasificado a los zonales de Segunda Categoría 2015. |

## Evolución de la clasificación
| Equipo / Jornada        | 01 | 02 | 03 | 04 | 05 |
| ----------------------- | -- | -- | -- | -- | -- |
| Star Club               | 1  | 1  | 1  | 1  | 1  |
| Independiente San Pedro | 2  | 2  | 2  | 2  | 2  |
| Estudiantes de La Plata | 3  | 3  | 3  | 3  | 3  |
| Los Ases                | 4  | 4  | 4  | 4  | 4  |

## Resultados
|  | Star Club               | 7 - 0 | Los Ases                |  | Padre Pascual Bissón    | 6 de junio | 12:00 |
|  | Estudiantes de La Plata | 0 - 2 | Independiente San Pedro |  | Municipal de Pallatanga | 7 de junio | 13:00 |

|  | Los Ases                | 1 - 1 | Estudiantes de La Plata |  | Ítalo Córdova       | 14 de junio | 14:00 |
|  | Independiente San Pedro | 0 - 2 | Star Club               |  | Municipal de Alausí | 14 de junio | 15:00 |

|  | Star Club | 3 - 1 | Estudiantes de La Plata |  | Padre Pascual Bissón | 19 de junio | 11:00 |
|  | Los Ases  | 1 - 2 | Independiente San Pedro |  | Ítalo Córdova        | 21 de junio | 14:00 |

|  | Independiente San Pedro | 6 - 2 | Los Ases  |  | Municipal de Alausí     | 26 de junio | 15:00 |
|  | Estudiantes de La Plata | 0 - 1 | Star Club |  | Municipal de Pallatanga | 28 de junio | 13:00 |

|  | Star Club               | 6 - 1 | Independiente San Pedro |  | Padre Pascual Bissón    | 5 de julio | 11:45 |
|  | Estudiantes de La Plata | 3 - 3 | Los Ases                |  | Municipal de Pallatanga | 5 de julio | 13:00 |

|  | Los Ases                | - | Star Club               |  | No se programó | No se programó | No se programó |
|  | Independiente San Pedro | - | Estudiantes de La Plata |  | No se programó | No se programó | No se programó |

## Campeón
| |
| Club Deportivo Star Club 10.mo Título Clasifica a los zonales de la Segunda Categoría 2015 También clasifica Independiente San Pedro como Vicecampeón. |